# Orthocentrus protervus
Orthocentrus protervus là một loài tò vò trong họ Ichneumonidae.